# Gorna Belica
Gorna Belica (macedónul: Горна Белица) település Észak-Macedóniában, a Délnyugati körzetben, Sztruga községben.

## Népesség
| Lakosok száma | 217  | 180  | 27   |      | 2    | 1    | 4    |
|               | 1948 | 1953 | 1961 | 1971 | 1991 | 2002 | 2021 |

2002-ben 1 macedón lakosa volt. Korábban vlach nemzetiségűek lakták.